# Maria Bethânia: A Menina dos Olhos de Oyá
Maria Bethânia: A Menina dos Olhos de Oyá foi o enredo apresentado pela Estação Primeira de Mangueira no desfile das escolas de samba do Rio de Janeiro de 2016. Com a apresentação, a escola conquistou o seu 19.º título de campeã do carnaval carioca, quebrando o jejum de quatorze anos sem conquistas. O título anterior da escola foi conquistado em 2002. O desfile homenageou os cinquenta anos de carreira de Maria Bethânia, abordando a religiosidade da cantora e sua ligação afetiva com a cultura popular brasileira. A homenageada participou do desfile. O enredo foi assinado por Leandro Vieira, que fez sua estreia como carnavalesco do Grupo Especial. Leandro modernizou o visual da agremiação, tirando o excesso de componentes de cima dos carros, colocando alas coreografadas, fazendo um carro abre-alas sem as cores da escola, colocando as componentes da comissão de frente de seios nus e a porta-bandeira "careca".
A Mangueira foi a última escola a desfilar na segunda noite do Grupo Especial, encerrando sua apresentação sendo seguida pelo público aos gritos de "é campeã!". O desfile teve a participação de diversos amigos famosos de Bethânia, como Alcione, Alexandre Pires, Ana Carolina, Cauã Reymond, Regina Casé, Renata Sorrah, Vanessa da Mata, entre outros, além de seu irmão Caetano Veloso e de Beth Carvalho, que retornou ao desfile da escola após três anos afastada devido a problemas de saúde. A imprensa especializada elogiou o desfile, colocando a Mangueira entre as favoritas ao título ao lado de Portela e Salgueiro. A Mangueira foi campeã do carnaval de 2016 com um décimo de vantagem sobre a segunda colocada, Unidos da Tijuca. A escola recebeu seis notas abaixo da máxima, sendo que quatro foram descartadas seguindo o regulamento do concurso. Com isso, a agremiação perdeu apenas dois décimos na avaliação oficial, ambos no quesito Comissão de Frente. A escola recebeu diversos prêmios, dentre eles o Estandarte de Ouro. O carnavalesco Leandro Vieira também recebeu diversas premiações e foi contemplado com a Medalha Pedro Ernesto, a maior honraria da Câmara Municipal do Rio de Janeiro.
O desfile foi tema de dois documentários: Fevereiros, de Marcio Debellian, e O Próximo Samba, de Marcelo Lavandoski. Maria Bethânia gravou um álbum em agradecimento ao desfile: Mangueira: A Menina dos Meus Olhos, lançado em 2019, reúne músicas de compositores mangueirenses e canções sobre a escola de samba e o Morro da Mangueira, além da regravação do samba oficial do desfile e de duas obras concorrentes derrotadas na disputa de samba-enredo da escola. O samba-enredo do desfile, composto por Alemão do Cavaco, Almyr, Cadu, Lacyr D Mangueira, Paulinho Bandolim e Renan Brandão, foi escolhido numa disputa com outras 33 obras concorrentes.

## Antecedentes
Jejum de títulos e renovação

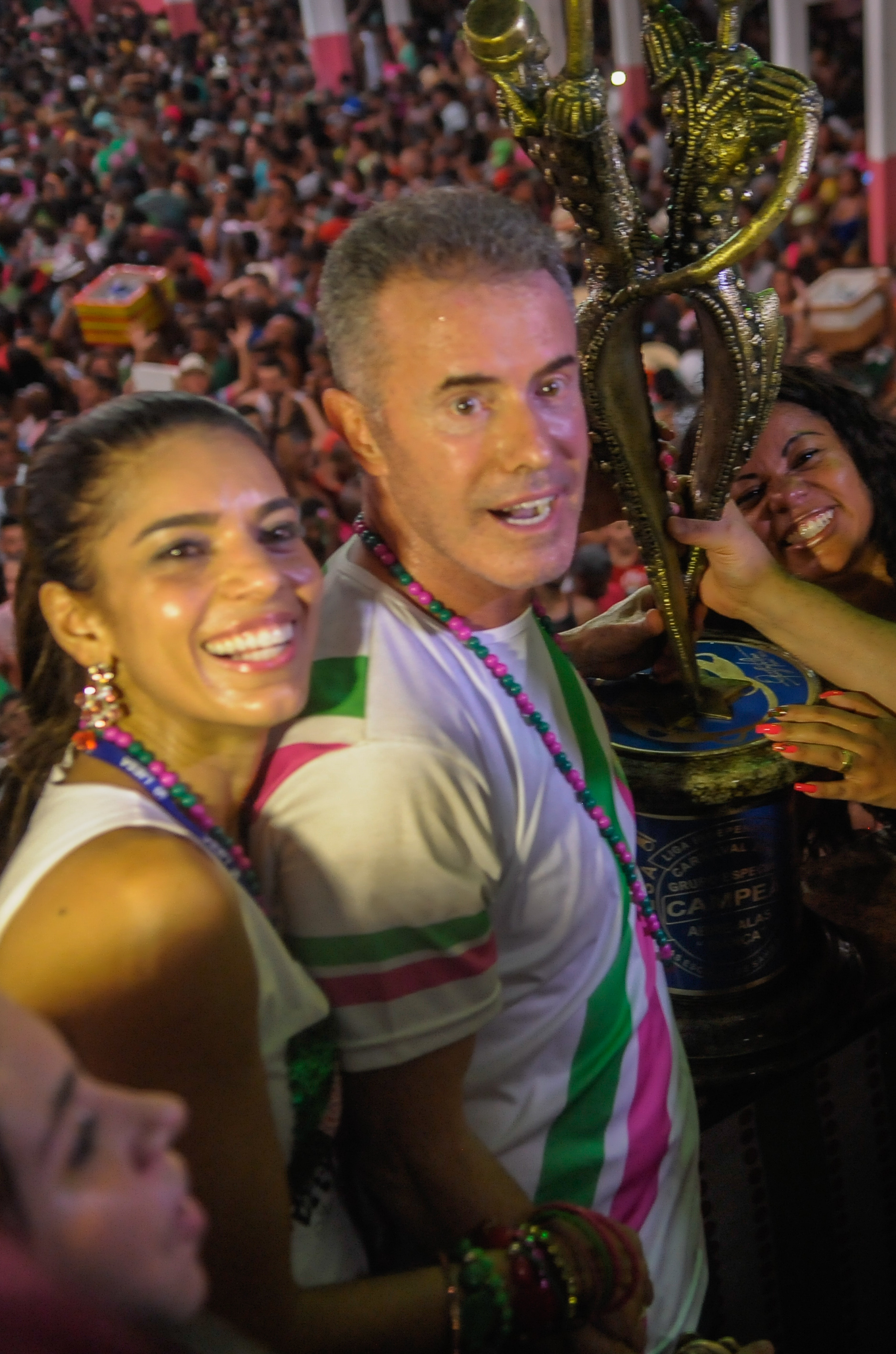
Chiquinho da Mangueira na quadra da escola com o troféu de campeã do carnaval 2016.

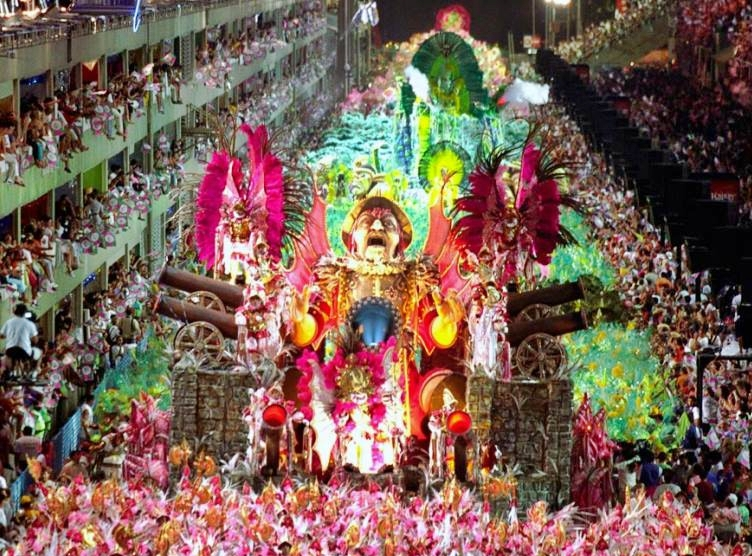
Desfile da Mangueira em 2002

A Mangueira amargava um jejum de trezes anos sem títulos. Sua última conquista havia sido em 2002, com um desfile sobre a Região Nordeste do Brasil. Desde então, a escola passou por várias gestões, trocou de carnavalesco várias vezes, mas seus melhores resultados foram o vice-campeonato de 2003 e o terceiro lugar conquistado nos carnavais de 2004, 2007 e 2011. Além disso, outro jejum incomodava a Mangueira: desde 2011, a escola não era classificada para o Desfile das Campeãs, ou seja, não ficava entre as seis mais bem colocadas do carnaval. Após o carnaval de 2013, a escola elegeu Chiquinho da Mangueira como seu novo presidente. Para o carnaval de 2014, Chiquinho contratou a carnavalesca Rosa Magalhães, que havia sido campeã com a Unidos de Vila Isabel no carnaval anterior. Com um desfile sobre festas brasileiras, a Mangueira obteve a oitava colocação, mantendo o jejum de títulos e mais um ano fora do Desfile das Campeãs. Para o carnaval de 2015, a Mangueira contratou Cid Carvalho, que havia trabalhado na escola entre 2012 e 2013. Mas o resultado foi ainda pior. A Mangueira desfilou sob forte chuva, se classificando em décimo lugar, seu pior resultado desde 2008. Apenas dois quesitos alcançaram a pontuação máxima: Mestre-sala e porta-bandeira e samba-enredo. Cid Carvalho foi demitido em meio a troca de acusações com o presidente. Para o carnaval de 2016, a Mangueira contratou Leandro Vieira, que estava com a Caprichosos de Pilares na segunda divisão. Pela Mangueira, Leandro fez sua estreia como carnavalesco do Grupo Especial e também foi o carnavalesco mais novo que já assumiu a preparação de um desfile da escola. Para comandar a comissão de frente da escola, a Mangueira contratou Junior Scapin, outro talento premiado do grupo de acesso, que também faria sua estreia no Grupo Especial. O casal de mestre-sala e porta-bandeira Raphael Rodrigues e Squel Jorgea, na escola desde 2014, foram mantidos em seus cargos, assim como os diretores de bateria Rodrigo Explosão e Vitor Art e o diretor de carnaval Júnior Schall, ambos na escola desde 2015.
Leandro Vieira

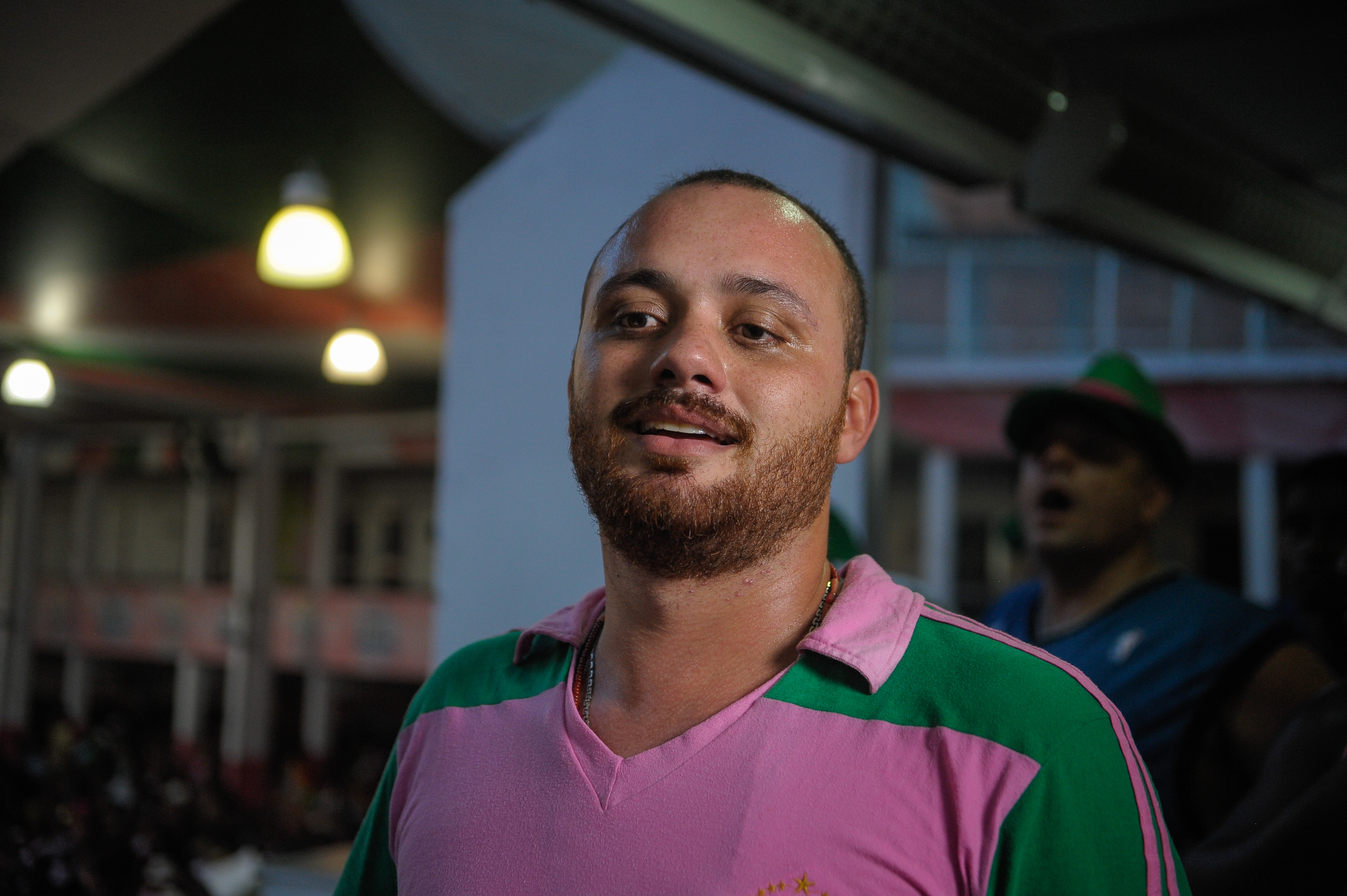
Leandro Vieira em 2016

Artista plástico formado pela Escola de Belas Artes da Universidade Federal do Rio de Janeiro e Gestor em carnaval, com graduação pela Universidade Estácio de Sá, Leandro Vieira começou no carnaval na equipe da Portela nos anos de 2007 e 2008. Em 2009 foi para a Grande Rio, onde ficou até 2012. Também foi figurinista da Imperatriz Leopoldinense em 2013 e 2014; esteve na Unidos do Porto da Pedra em 2010 e no Império Serrano em 2013. Em 2014 retornou a Grande Rio, sendo coautor da sinopse, figurinista responsável pelo conjunto de fantasias de ala e responsável pelo desenvolvimento do projeto artístico de alegorias da escola. Pelo seu trabalho, Leandro Vieira recebeu os troféus Plumas & Paetês de melhor desenhista e de melhor figurinista do Grupo Especial de 2014. No mesmo ano foi responsável pelo projeto artístico das alegorias e pelo conjunto de fantasias de ala dos Acadêmicos do Cubango. No carnaval de 2015 foi figurinista da Unidos da Tijuca e autor da sinopse do enredo da Grande Rio. Também em 2015, fez sua estreia como carnavalesco, na Caprichosos de Pilares. Com um desfile elogiado, a escola obteve o sétimo lugar na segunda divisão do carnaval. Pelo seu trabalho na Caprichosos, Leandro recebeu diversos prêmios como S@mba-Net (Revelação e melhor enredo), SRZD (Destaque da Série A), Estrela do Carnaval (Revelação), Plumas & Paetês (Melhor figurinista da série A) e Gato de Prata (Revelação). O desempenho chamou a atenção de Chiquinho da Mangueira, que convidou Leandro para assumir o posto de carnavalesco da Mangueira.
"Sempre gostei de trabalhar com renovação. Já tinha acompanhado o Leandro, quando ele fazia serviços em outras escolas. No ano passado, acompanhei o trabalho dele na Caprichosos, foi um trabalho de superação, ele botou até dinheiro do bolso dele. Aquilo mexeu comigo, vi que é um cara diferenciado."
— Chiquinho da Mangueira, presidente da escola, sobre o carnavalesco Leandro Vieira.
Morte de Luizito

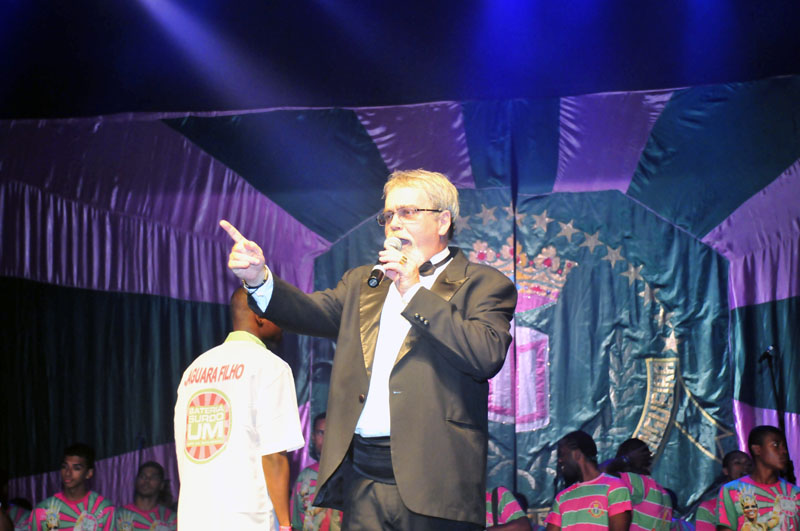
O intérprete Luizito, morto em 2015 durante os preparativos para o carnaval de 2016.

No dia 6 de setembro de 2015, morreu Luizito, o intérprete oficial da Mangueira. O cantor passou a madrugada anterior na quadra da Mangueira, onde foi realizada mais uma eliminatória da disputa de samba-enredo para o carnaval de 2016. Ao chegar em casa, no Morro da Mangueira, onde morava com a esposa, sofreu um infarto fulminante, morrendo aos 61 anos de idade. Para ocupar o posto de Luizito, a Mangueira promoveu Ciganerey, que desde 2009 era cantor de apoio do carro de som da agremiação.
Preparativos
Faltando três meses para o desfile, a Mangueira iniciou seus ensaios de rua. Foram onze ensaios realizados na comunidade, mais o ensaio técnico no sambódromo, realizado no dia 20 de dezembro de 2015, além dos treinos específicos de alas e bateria. No dia 9 de junho de 2015 foi sorteada a ordem dos desfiles para o carnaval de 2016. A Mangueira foi sorteada para ser a sexta escola da segunda noite, ou seja, a última a desfilar, posição preferida de muitas agremiações por ser a que mais rendeu títulos a desfiles no sambódromo.

## O enredo
"Sou mangueirense e desejo para a Mangueira sempre o melhor. Ser escolhida por ela é uma honra que não tem tamanho. Não sei descrever. É igual ao Oscar: ser indicado já é um prêmio. No caso, ser enredo é a grande vitória que poderia acontecer nos meus cinquenta anos de carreira."

— Maria Bethânia, sobre o convite para ser enredo da Mangueira.
No dia 8 de junho de 2015, a Mangueira anunciou seu enredo para o carnaval de 2016, em homenagem à cantora Maria Bethânia, que estava completando cinquenta anos de carreira em 2015. No mesmo dia foi divulgada a sinopse do enredo, assinada por Leandro Vieira. O carnavalesco optou por não fazer um desfile linear, contando a história de vida e a carreira de Bethânia cronologicamente, e sim, celebrando sua religiosidade e sua ligação com a cultura popular brasileira. Segundo Bethânia, após receber o convite de Mangueira, ela precisou consultar o Terreiro do Gantois "para ver se Iansã autorizava, já que era um enredo da filha dela. E ela autorizou".

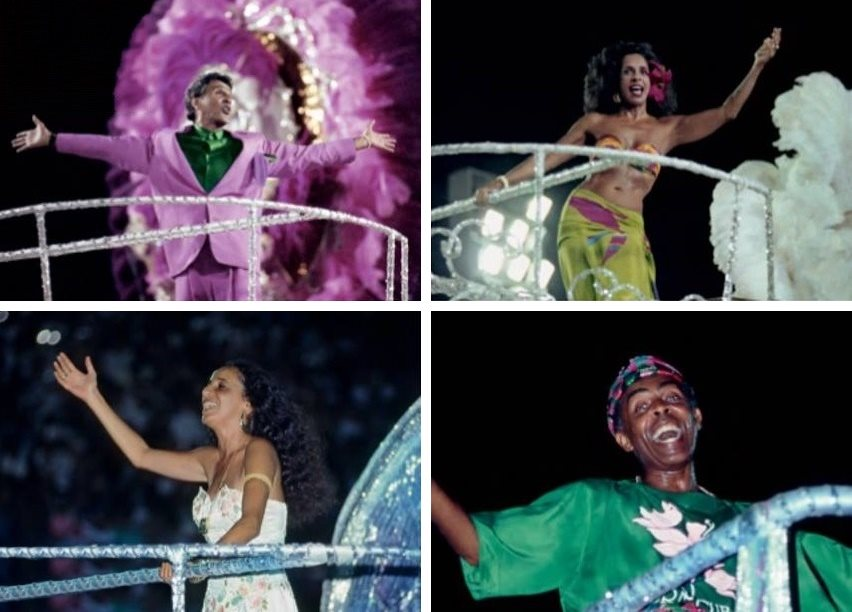
Caetano Veloso, Gal Costa, Maria Bethânia e Gilberto Gil no desfile da Mangueira de 1994 em homenagem aos Doces Bárbaros.

Com o enredo, a Mangueira retomou a tradição de homenagear personalidades da cultura brasileira, como já havia feito com Heitor Villa-Lobos (1966), Monteiro Lobato (1967), Braguinha (1984), Chiquinha Gonzaga (1985), Dorival Caymmi (1986), Carlos Drummond de Andrade (1987), Tom Jobim (1992), Chico Buarque (1998) e Nelson Cavaquinho (2011), sendo que, em cinco ocasiões (1967, 1984, 1986, 1987, 1998) a escola foi campeã. A própria Bethânia já havia sido homenageada pela escola no carnaval de 1994, ao lado de Caetano Veloso, Gal Costa e Gilberto Gil, com o enredo sobre os Doces Bárbaros, grupo formado pelo quarteto. Na ocasião, apesar do sucesso do samba-enredo ("Atrás da Verde e Rosa Só não Vai Quem Já Morreu"), a escola desfilou mal, se classificando em 11.º lugar. Mesmo com a Mangueira enfrentando uma crise financeira, o presidente da escola, Chiquinho, apostou no enredo autoral proposto por Leandro Vieira, e recusou propostas de enredos patrocinados - um sobre a cidade de Belém do Pará e outro sobre lutas do tipo vale-tudo (MMA).

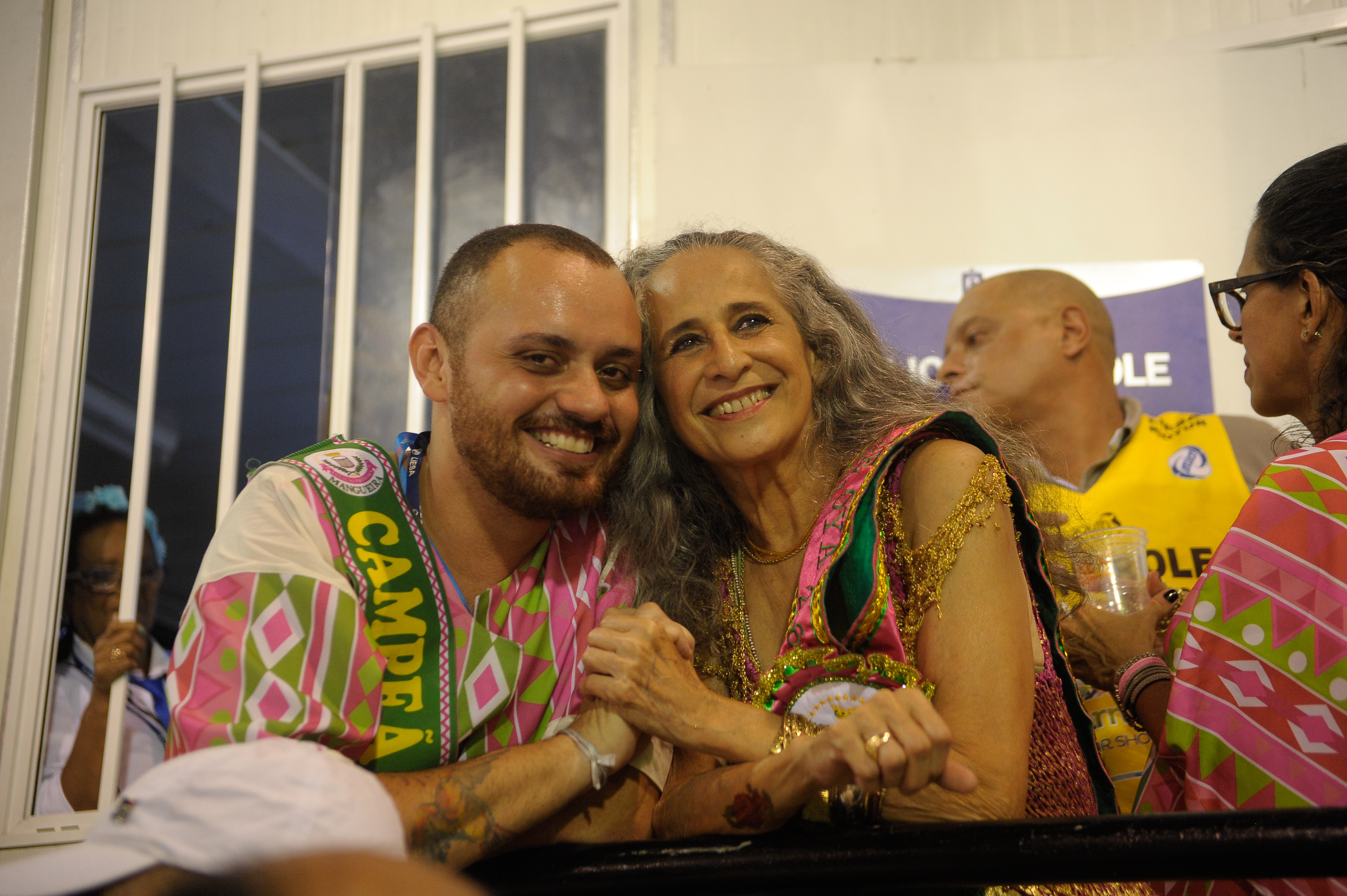
Leandro Vieira e Bethânia no Desfile das Campeãs de 2016.

"Homenagear a Bethânia é uma ideia que estava guardada na gaveta faz tempo. Na Mangueira, especificamente, me senti confortável para levar o projeto adiante já que aqui ele encontra terreno fértil para atingir a plenitude de seu desenvolvimento. Aos meus olhos, revela potencial para levar a escola ao resgate de seu período áureo. O enredo junta vocações tradicionalmente bem sucedidas na Mangueira: homenagem, aspectos nordestinos, cultura afro e universo musical. Acredito que esses ingredientes serão os temperos da nossa volta por cima."
— Leandro Vieira, carnavalesco da Mangueira e autor do enredo sobre Bethânia.

### Desenvolvimento
O enredo foi desenvolvido em seis setores. Segundo o roteiro oficial do desfile, elaborado pela escola, o enredo "se debruça no universo pessoal e artístico da cantora para construir uma narrativa carnavalesca que lança luz em aspectos religiosos, em dados associados à carreira da intérprete, e a sua ligação afetiva com a cultura baiana, sobretudo, com a cultura local de sua cidade natal, a pacata Santo Amaro da Purificação, localizada na região do Recôncavo da Bahia".
- Primeiro setor: "Cabeça Feita" Num Candomblé de Ketu

O enredo começa celebrando a ligação de Bethânia com o candomblé. Iniciada num candomblé de Ketu pela famosa ialorixá baiana popularmente conhecida como Mãe Menininha do Gantois, Bethânia foi consagrada a Oiá (no Brasil, mais conhecida como Iansã) e Oxum, tendo em Oiá, o seu eledá (guardiã ancestral) e a sua personificação mais definidora. A cantora professa publicamente sua fé no candomblé, nos deuses e nos ritos que envolvem a prática, levando para a sua obra musical, as marcas de sua ligação com o candomblé ancestral de uma das mais populares casas de Ketu da Bahia e a sua particular veneração pelas orixás de seu orí (cabeça).
- Segundo setor: Bethânia: Dos Orixás e dos Santos de Altar

Ainda abordando os aspectos religiosos e devocionais de Bethânia, o segundo setor do enredo trata a devoção católica e o sincretismo religioso. Bethânia foi batizada e crismada no Catolicismo, religião de sua mãe, Dona Canô. Mesmo adepta e praticante do Candomblé, Bethânia mantém a devoção a santos católicos, como Santa Bárbara, e consagrada como filha de Nossa Senhora, a quem já dedicou um álbum completo. No desfile, as alas que abrem o setor saúdam os orixás enquanto as que encerram, celebram santos católicos como São João, Santa Bárbara, São Cosme e São Damião, e Menino Deus.

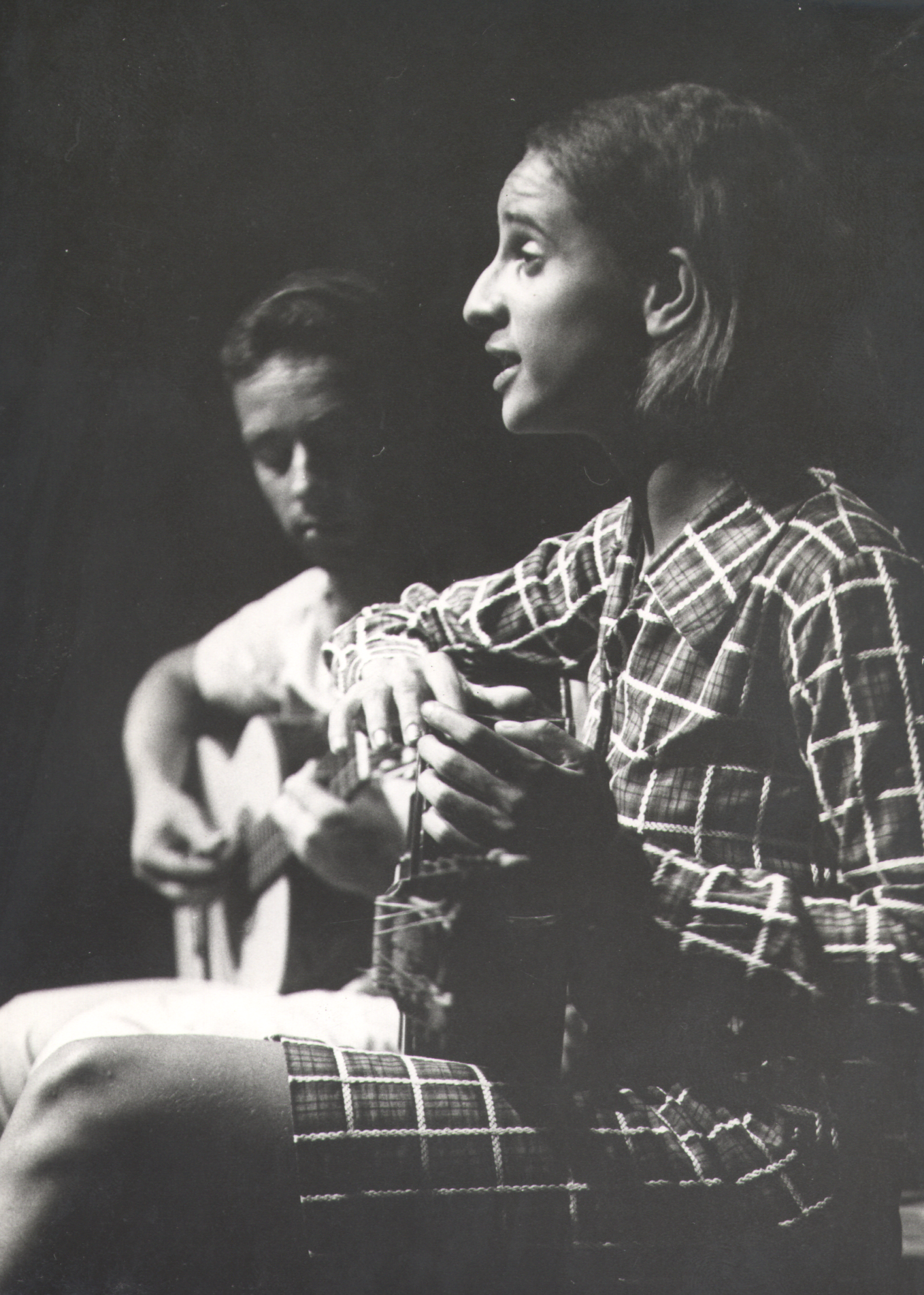
Bethânia no Teatro de Arena, em 1965. Estreia como cantora no Show Opinião, interpretando a música "Carcará" é lembrada no terceiro setor.

- Terceiro setor: Um Brasil Guardado na Voz, Um Brasil no Opinião

O terceiro setor exalta as "brasilidades" cantadas por Bethânia. Segundo o roteiro oficial do desfile, "Bethânia traduz a identidade brasileira na voz e sua arte é um testemunho de registro histórico no Brasil. Entendendo que seu canto aponta para a tradução da formação cultural e musical brasileira em letra e música, o setor mergulha nas referências musicais de sua formação plural para apresentar os 'traços' de reconhecida brasilidade na voz da intérprete". Ao longo de sua carreira, Bethânia cantou as tradições de indígenas, sertanejos, nordestinos e afro-brasileiros, além de características rurais e interioranas do Brasil. No setor, também é lembrado o show que marca o início da carreira da cantora. Em fevereiro de 1965, Bethânia substituiu Nara Leão no Show Opinião, espécie de "show-manifesto" com músicas de letras engajadas, que abordavam as mazelas do Brasil urbano e rural. Aos dezenove anos, Bethânia surpreendeu a plateia do teatro com uma dramática interpretação da música "Carcará", de João do Vale, que trata do êxodo rural em meio à seca do Nordeste.
- Quarto setor: Celebrando a Obra Musical da Abelha Rainha

O quarto setor, como o próprio título sugere, celebra a obra musical de Bethânia, contemplando os principais compositores gravados pela cantora. No desfile, as alas do setor fazem referências às canções Explode Coração (de Gonzaguinha), Mel (de Caetano Veloso e Waly Salomão), Esotérico (de Gilberto Gil), Fera Ferida (de Roberto Carlos e Erasmo Carlos), Rosa dos Ventos (de Chico Buarque) e Oração à Mãe Menininha (de Dorival Caymmi). Com o sucesso da música Mel, Bethânia ganhou o apelido de "Abelha Rainha da MPB", fato que é lembrado na última alegoria do setor no desfile.
- Quinto setor: Mangueira Apresenta "o Palco" de Maria Bethânia

O penúltimo setor aborda o interesse de Bethânia por literatura, sua predileção com a obra de Clarice Lispector e Fernando Pessoa, e os espetáculos da cantora que mesclam música e enxertos literários. No desfile, espetáculos como Rosa dos Ventos (1971), Drama-Luz da Noite (1973), A Cena Muda (1974), Pássaro da Manhã (1977), Brasileirinho (2004) e Dentro do Mar Tem Rio (2006) são representados entre as fantasias e a alegoria que encerra o setor do desfile.
- Sexto setor: Santo Amaro e o "Céu de Lona Verde e Rosa"

O último setor do enredo apresenta aspectos culturais da cidade natal de Bethânia, Santo Amaro da Purificação, no Recôncavo Baiano. No desfile as alas do setor fazem referência à devoção a Santo Amaro (que dá nome a cidade); a Festa de Nossa Senhora da Purificação (padroeira da cidade); ao samba de roda (patrimônio musical de Santo Amaro); e a outras manifestações culturais da cidade como a lavagem da purificação, o terno de reis e o Nego Fugido. A última alegoria do setor no desfile faz referência a uma lembrança de infância de Bethânia. Um circo mambembe passou por Santo Amaro, despertando nela, ainda criança, o interesse pelos palcos e pela carreira artística.

## O samba-enredo

### Processo de escolha
A disputa de samba-enredo da Mangueira teve início em 11 de agosto de 2015 com a inscrição de 34 sambas concorrentes, entre eles, um samba de Nelson Sargento. Presidente de honra da escola, o compositor não participava da disputa da Mangueira desde 2002. O processo de escolha foi realizado em forma de classificatória, com os sambas sendo apresentados na quadra e avaliados pela direção da escola com eliminatórias semanais. A final da disputa teve início na noite do sábado, dia 3 de outubro de 2015, na quadra da Mangueira. Três obras chegaram à final: samba 15, de Pedrinho da Flor, Cosminho, Alex Bouesquet, Marcelo Mendes, Wagner Santos e Poeta; samba 18, de Alemão do Cavaco, Almyr, Cadu, Lacyr D Mangueira, Paulinho Bandolim e Renan Brandão; e samba 27, de Lequinho, Gilson Bernini, Júnior Fionda, Gabriel Machado, Flavinho Horta e Igor Leal.
Por volta das quatro horas e trinta minutos da manhã de domingo, dia 4 de outubro de 2015, o então presidente da escola, Chiquinho da Mangueira, anunciou o resultado: o samba composto por Alemão do Cavaco, Almyr, Cadu, Lacyr D Mangueira, Paulinho Bandolim e Renan Brandão venceu a disputa com 70% dos votos de um júri formado por 43 mangueirenses de diversos segmentos da escola. Com exceção de Lacyr, os demais compositores venceram a disputa da Mangueira pela terceira vez. Mais de quatro mil pessoas passaram pela quadra da agremiação. Maria Bethânia chegou cedo ao evento; em pronunciamento no palco, agradeceu a homenagem; e saiu antes do anúncio do resultado.
Dias depois da escolha, o samba da Mangueira foi gravado, ao vivo, na Cidade do Samba, com a bateria e alguns componentes da escola. A obra da Mangueira é a décima faixa do álbum Sambas de Enredo 2016, lançado em dezembro de 2015. A faixa da escola abre com um alusivo gravado a cappella por Maria Bethânia cantando o refrão principal do samba-enredo num esquema de pergunta e resposta com o coral da comunidade mangueirense. Também foi utilizado um áudio com o grito de guerra de Luizito, em homenagem ao intérprete, morto durante a disputa de samba da agremiação.

### Letra e melodia
A letra do samba está em primeira pessoa, como se a narração fosse da própria Bethânia. A primeira parte da obra faz referência à religiosidade da homenageada, enquanto a segunda parte faz alusão à sua carreira. Os primeiros versos do samba fazem menção à Iansã, "orixá de cabeça" de Bethânia. A entidade é relacionada aos raios e ventos, o que também é referenciado no trecho ("Raiou... Senhora Mãe da Tempestade / A sua força me invade, o vento sopra e anuncia / Oyá... Entrego a ti a minha fé"). Nos versos seguintes, uma citação ao abebé, utensílio característico de Oxum, e uma saudação à Oxalá ("O abebé reluz axé / Fiz um pedido pro Bonfim abençoar / Oxalá, Xeu Êpa Babá!"). O trecho também cita Nosso Senhor do Bonfim, lembrando que Bethânia também é seguidora do catolicismo, tendo sido batizada e crismada na religião católica, fato que também inspira os versos seguintes ("Oh, Minha Santa, me proteja, me alumia / Trago no peito o Rosário de Maria"). No refrão central da obra, Bethânia se entrega ao samba da Mangueira ("Vou no toque do tambor... ô ô / Deixo o samba me levar... Saravá! / É no dengo da baiana, meu sinhô / Que a Mangueira vai passar"). A segunda parte do samba começa lembrando o primeiro sucesso de Bethânia como cantora, a canção "Carcará", interpretada no Show Opinião ("Voa, carcará! Leva meu dom ao Teatro Opinião"). A canção retrata o êxodo rural causado pela seca no sertão ("Faz da minha voz um retrato desse chão"). O trecho seguinte lembra os espetáculos protagonizados por Bethânia que misturavam música e recitação poética ("Sonhei que nessa noite de magia / Em cena, encarno toda poesia"). O verso seguinte lembra que a cantora é chamada de "Abelha Rainha da MPB", apelido conquistado após fazer sucesso com a música "Mel", e cita um dos maiores sucessos de Bethânia, a regravação da música "Fera Ferida", de Roberto Carlos e Erasmo Carlos ("Sou abelha rainha, fera ferida, bordadeira da canção"). A seguir, é lembrado o samba de roda, característico de Santo Amaro da Purificação, cidade natal da cantora ("De pé descalço, puxo o verso e abro a roda / Firmo na palma, no pandeiro e na viola"). O trecho seguinte lembra que foi um circo que despertou em Bethânia, quando criança, o desejo de seguir carreira artística ("Sou trapezista num céu de lona verde e rosa"). Outros dois sucessos na voz da cantora são lembrados a seguir: as músicas "Brincar de Viver", de Guilherme Arantes, e "Explode Coração", de Gonzaguinha ("Que hoje brinca de viver a emoção / Explode coração!"). O refrão principal do samba-enredo começa citando a música "Brincar de Viver", com a mesma letra e melodia do verso que abre a referida música ("Quem me chamou?"). O trecho utiliza a estrutura de "pergunta-resposta", sendo que o último verso ("Não mexe comigo, eu sou a menina de Oyá") é repetido, remetendo à característica rítmica do samba de roda. O verso faz referência ao famoso refrão "Não mexe comigo, que eu não ando só" da canção "Carta de Amor".

### Crítica especializada
Leonardo Lichote, do jornal O Globo, elogiou o samba, apontando que "é primorosa a forma como a Mangueira tece a trama de 'Maria Bethânia, a Menina dos Olhos de Oyá', costurando a história, a fé, a imagem e as canções da homenageada (o verso 'Sou abelha rainha, fera ferida, bordadeira da canção' sintetiza o enredo com potência). Gustavo Fernando, do site Heloisa Tolipan, deu nota 9,5 para o samba da Mangueira, observando que "o refrão principal é excelente, emocionante e empolgante, mas o restante da obra é apenas funcional". O jornalista se incomodou com "a má fluidez do segundo trecho do samba, represado entre palavras soltas e uma melodia convencional"; e concluiu que "o samba está longe de ser uma obra brilhante, e apesar de sua interessante primeira parte, seus destaques melódicos são raros". Bruno Malta, do site Ouro de Tolo, deu nota 9,9 para o samba: "cantado em primeira pessoa, Bethânia conta sua história de forma espetacular na primeira parte preparando terreno para um ótimo refrão de meio. A segunda parte é bastante adequada e antecede o ótimo refrão principal [..] O único senão do samba é justamente a maior qualidade na primeira parte em relação à segunda". Para Marco Maciel, do site Sambario, "o hino mangueirense tem a emoção como predicado do primeiro ao último verso. O refrão principal é primoroso, misturando muito bem a referida emoção com valentia e imponência [...] A primeira parte é tomada pela religiosidade [...] Já a segunda revisita a obra da cantora [...] Grande samba da verde-e-rosa, à altura de Bethânia".

## O desfile
"Quando entrei no carro e realizei o tamanho do que estava acontecendo, que o enredo era eu, mais que isso, era Bethânia filha de Oyá, pedi misericórdia a ela. E vitória. Porque sou Mangueira desde quando cheguei ao Rio, em 1965. Mas carnaval é brincadeira, e eu fui para a avenida brincar. E brinquei. E a Mangueira estava muito a meu favor. Nesse momento que rezei, as pessoas que estavam na ala, à minha frente, me reverenciaram de uma maneira muito linda, carinhosa, parceira. Também me emocionei muito no fim, quando as pessoas entraram na avenida para acompanhar a escola. Vi que era gente que me conhecia, que sabia o que estava sendo homenageado ali, a minha obra, que pretendo seguir fazendo por muito tempo."

— Maria Bethânia, sobre o desfile da Mangueira.
A Mangueira foi a sexta e última escola a desfilar na segunda noite do Grupo Especial, encerrando os desfiles de 2016. A apresentação teve início às quatro horas e trinta minutos da madrugada de terça-feira, dia 9 de fevereiro de 2016. A escola terminou seu desfile às cinco horas e 49 minutos, após 79 minutos de apresentação. Pela regras do concurso, cada escola deveria se apresentar entre 65 e 82 minutos. Ao final da apresentação, o público invadiu a pista de desfile e seguiu a escola aos gritos de "é campeã!".
Leandro Vieira foi liberado pela direção da escola para "modernizar" o visual da agremiação. O carnavalesco tirou o excesso de componentes de cima dos carros, colocou alas coreografadas, e ousou ao colocar as componentes da comissão de frente de seios nus e a porta-bandeira "careca". Bethânia fez três pedidos para o desfile: Para restringir o uso da cor preta; para não desfilar no alto e, por causa de sua religião, pediu que não houvesse máscaras nem caretas no desfile.
Abaixo, o roteiro do desfile e o contexto das alegorias e fantasias apresentadas.
| Roteiro |
| Setor 1: "Cabeça Feita" Num Candomblé de Ketu |
| --- |
| Comissão de Frente: "A Mãe do Entardecer - O Balé das Guerreiras Oyá" A comissão de frente, coreografada por Junior Scapin, apresentou uma dança em exaltação à Oiá, que no Brasil é referida como Iansã. Ao ser iniciada no Candomblé, Maria Bethânia foi consagrada à Iansã, que passou a ser sua "orixá de cabeça". No chão, quatorze mulheres negras, com os seios descobertos, fazem uma vigorosa coreografia em menção ao expressivo gestual característico da orixá. O visual das dançarinas faz referência às características de Oiá/Iansã, orixá tida como "guerreira" e ligada à sensualidade. Em determinado momento da coreografia, as mulheres vestem saias rodadas e giram, causando efeito. A comissão é acompanhada de um tripé que simboliza um bambuzal, local relacionado à Oiá. No alto do elemento, a bailarina Vânia Pinheiro, de 52 anos, caracterizada de Oiá, com o arquétipo cultuado na África, dançava realizando os movimentos características da orixá. Segundo Scapin, antes de se reunirem, tanto ele como o carnavalesco Leandro Vieira já pensavam na ideia de fazer uma comissão de frente formada apenas por mulheres negras; Leandro "foi audacioso em querer elas com os seios de fora e bancou a proposta para a direção da escola, que relutou um pouco mas achou pertinente". |
| Primeiro Casal de Mestre-sala e Porta-bandeira (Raphael Rodrigues e Squel Jorgea): "O Axé do Candomblé" O casal veste fantasia em referência ao Candomblé, religião professada por Bethânia. Raphael, de 31 anos, representou um sacerdote, com figurino inspirado no traje dos ogãs dos terreiros. Ogã é o nome genérico para as diversas funções masculinas dentro de uma casa de candomblé. No candomblé, ogã é o sacerdote escolhido pela divindade ancestral orixá, que permanece lúcido durante todos os trabalhos, não entrando em transe, mas ainda assim recebendo a intuição espiritual. Squel, de 30 anos, representou uma iaô, como são designados os filhos de santo que já passaram pela iniciação no candomblé. A caracterização é inspirada no traje dos iniciados em sua saída do roncó, espaço onde ficam recolhidos para fazer as obrigações e passar por todos os preceitos necessários para ser um iniciado. Squel usou uma touca de látex cobrindo a cabeça para parecer que estava careca, conforme o rito dos iniciados no Candomblé. Também recebeu uma pintura que lembra as marcas de pemba que adornam os corpos dos iniciados. Ainda desfilou com uma pena presa à testa: o ecodidé, que simboliza a realeza e a honra adquirida pelo fato de ter se iniciado na religião. A porta-bandeira levou cerca de cinco horas para finalizar a caracterização. A porta-bandeira Squel Jorgea.O casal com figurino inspirado em iaô e ogã.O mestre-sala Raphael Rodrigues. |
| Guardiãs do Primeiro Casal: "Ekedis" O primeiro casal desfila acompanhado por dezesseis "guardiãs", cuja fantasia representa as ekedis (Ekéjì òrìsà), um cargo feminino em religiões de matriz africana. Conhecidas como "zeladoras dos orixás", as mulheres ekedis puxam cantigas sagradas, cozinham, vestem os orixás, auxiliam os babalorixás ou ialorixás, além de preparar a pintura das ìyàwós. As guardiãs desfilam carregando um balaio de oferendas. |
| Ala 1: "Tambores de Ketu" A primeira ala faz referência ao candomblé Ketu, o qual Bethânia foi iniciada por Mãe Menininha do Gantois. A fantasia utiliza uma estética africana primitiva, com grafismos em preto e branco. Também apresentam os ilús (tambores), importante ferramenta nos cultos de matriz africana. |
| Ala 2 (Velha Guarda): "Herança Ancestral" O figurino da ala da Velha Guarda mangueirense representa a importância do respeito à ancestralidade para as religiões de matriz africana. As mulheres vestem trajes de cor predominantemente rosa; enquanto os homens vestem trajes em tons de verde. |
| Alegoria 1: "Oyá e Oxum - Orixás de Frente" A alegoria é composta por dois chassis acoplados, o primeiro alude à Iansã (Oiá), "orixá de cabeça" de Bethânia, e o segundo à Oxum. O carnavalesco optou por abrir o desfile com tons de palha e dourado, sem o habitual verde e rosa característico da escola. À frente do abre-alas desfilaram famosos como Aílton Graça, Alexandre Pires, Cauã Reymond, Gaby Amarantos, Junior e Virna Dias. Tripés O carro abre-alas traz à sua frente um conjunto de quatro tripés na forma de grandes búfalos dourados com uma mulher em cima de cada búfalo. As mulheres estão caracterizadas com o arquétipo que associa Oiá ao símbolo de sensualidade, uma das características da orixá. O animal simboliza o aspecto viril, instintivo e combativo de Iansã. Primeiro chassi - Oyá Dez búfalos dourados e com movimentos compõem o primeiro chassi, que também é ornado com bambus, elemento ligado à Oiá. Os bambus foram feitos com canos de PVC. A primeira parte da alegoria cria uma imagem de búfalos arredios em meio a um bambuzal para saudar a orixá. Destaque de Luxo Central: Eduardo Leal (Fantasia: "O Mito da Transformação de Oyá em Búfalo") A fantasia aluda a um dos mais conhecidos poderes atribuídos à Iansã/Oiá, a sua capacidade de se transformar em búfalo. Um dos símbolos da orixá é o chifre do animal, que ela carrega pendurado. Destaque principal: Nelson Sargento ("O Axé da Mangueira") Presidente de honra da escola, o cantor e compositor representa a realeza ancestral Mangueirense em contato com a ancestralidade da religião de base africana. Sargento veste terno verde e gravata rosa, igual ao usado pelos homens da ala da Velha Guarda. Composição - Traseira (Fantasia: "Oyá, Mulher Guerreira") As fantasias de composição na parte traseira do primeiro chassi simbolizam o arquétipo de Iansã como mulher guerreira. Segundo chassi - Oxum O segundo módulo do abre-alas saúda Oxum, orixá constantemente cantada e celebrada por Bethânia ao longo de sua carreira. Oxum é a "orixá de cabeça" de Mãe Menininha do Gantois, responsável por iniciar Bethânia no Candomblé. A alegoria apresenta um grande chafariz onde dança uma componente caracterizada de Oxum. Assim como o primeiro chassi, o segundo é decorado em tons de dourado. Oxum é ligada ao ouro e às águas doces. Búzios também ornamentam a alegoria. Destaque de Luxo Central: Tânia Índio do Brasil (Fantasia: "O Brilho de Oxum: Rainha de Todas as Riquezas") O figurino faz uso de símbolos associados à orixá como o ouro e o amarelo que caracterizam a deusa. Composições (Fantasia: "O Ouro de Oxum") Em tons de ouro, o figurino das composições faz menção ao metal nobre consagrado à orixá. |
| Setor 2: Bethânia: Dos Orixás e dos Santos de Altar |
| Ala 3: "Saudação aos Orixás Masculinos" A fantasia da terceira ala reúne elementos ligados aos orixás masculinos, como o oxê de Xangô, representado no chapéu da indumentária, para lembrar as saudações de Bethânia aos variados deuses do panteão africano em seus discos e apresentações públicas. |
| Ala 4: "Saudação aos Orixás Velhos" A quarta ala saúda os orixás velhos, Nanã e Omolu. A fantasia é feita com palha da costa e ornamentada com búzios, lembrando o arquétipo relacionado aos orixás saudados. |
| Grupo de Musas: "Ewá / Iemanjá / Obá" Um trio de musas da escola, Ana Cristina, Renata Santos e Alexandra Ricete, vestem fantasias em referência à Ewá, Iemanjá, e Obá, orixás celebradas e cantadas por Bethânia ao longo de sua carreira fonográfica. |
| Ala 5: "Saudação às Yabás" A quinta ala exalta as orixás femininas que, no Brasil, dentro da tradição jeje-nagô, são chamadas de yabás. A fantasia da ala faz uso das cores relacionadas às orixás: amarelo de Oxum, o azul de Iemanjá, o terracota associado ao fio de contas de Iansã, o lilás associado à Nanã, o laranja que caracteriza Ewá, e o vermelho de Obá. |
| Ala 6: "Xêu Èpa Babá (Oxalá)" A sexta ala celebra Oxalá, o orixá associado à criação do mundo e da espécie humana, e considerado o pai de todos os orixás. A fantasia é predominantemente branca, cor relacionada ao orixá. No chapéu da fantasia, a coroa de Oxalá. Componentes carregam, como adereço de mão, a estilização do opaxorô, um apetrecho em forma de cajado usado por Oxalufã, a forma mais velha de Oxalá. "Xêu Èpa Babá" é a saudação ao orixá. |
| Elemento cenográfico 1: "Estandarte de Devoção Católica" Após a abertura do desfile lembrando a relação de Bethânia com o candomblé, o elemento cenográfico inicia a parte do cortejo que aborda a ligação da cantora com o catolicismo, influenciada pela mãe, Dona Canô. O elemento apresenta dois estandartes: um com a imagem de Santa Bárbara, ornado com rosas vermelhas; e outro com a imagem de São João menino, ornamentado com rosas brancas. |
| Ala 7 (Crianças): "Salve Cosme e Damião!" A ala infantil reverencia São Cosme e São Damião, padroeiros das crianças. A fantasia é composta por uma grande capa que é vestida por duas crianças. A roupa é estilizada com a estampa comumente utilizada nos sacos de doces distribuídos no dia dos santos. As crianças carregam balões verde e rosa. A devoção de Bethânia aos santos é herança de sua família, que sempre comemorava o dia de Cosme e Damião. |
| Ala 8 (Baianas): "Viva Santa Bárbara!" Bethânia é devota de Santa Bárbara, que é sincretizada com Oiá/Iansã, orixá da cantora. A fantasia das baianas é inspirada no traje de festa utilizado pelas baianas de Salvador na Festa de Santa Bárbara, em 4 de dezembro. O traje é tradicional, com torço, saia rendada, babado, e pano da costa estampado com a imagem de Santa Bárbara. As baianas ainda carregam, nas costas, uma penca de balangandãs, artigo de luxo e ostentação utilizado pelas baianas mais tradicionais em dias festivos na Bahia. |
| Alegoria 2: "Altar de Devoção Católica" O carro alegórico simboliza a devoção católica de Bethânia. A cantora nasceu em família católica, sendo batizada e crismada na igreja. Ao longo da carreira, Bethânia interpretou diversas músicas em celebração aos seus santos de devoção, sobretudo, Nossa Senhora, a quem dedicou um disco inteiro, lançado em 2003 e intitulado Cânticos, Preces, Súplicas à Senhora dos Jardins do Céu. A alegoria tem a forma de um altar, inspirado nas igrejas da Bahia, misturando arte sacra, azulejaria, e conjunto escultórico que remete ao estilo barroco. Na parte frontal do carro, a cantora Beth Carvalho desfila em frente a uma escultura de coração que remete ao Sagrado Coração de Jesus. Desde 2012, a cantora não desfilava pela Mangueira, devido a problemas de saúde. No topo da alegoria, uma escultura de Menino Deus, uma espécie de Jesus menino ricamente enfeitado e acompanhado de uma penca de amuletos chamados de tetéias. Em Santo Amaro da Purificação, cidade natal da cantora, a imagem tem devoção privilegiada, sendo um dos mais populares santos da região do recôncavo baiano. Destaque Central: Ludmila Aquino (Fantasia: "Devoção Mariana") Ludmila simboliza a devoção de Bethânia à Virgem Maria com figurino livremente inspirado nas vestes popularmente associadas à imagem de Nossa Senhora. Destaques Laterais: Fábio Lima e José Neto (Fantasia: "Arcanjos") A fantasia dos destaques laterais da alegoria apresenta uma versão carnavalesca da figura dos Arcanjos, seres espirituais constantemente celebrados pelas práticas católicas. Composições (Fantasia: "Anjos de Altar Barroco") As composições das alegorias vestem fantasias de anjos barrocos em versão carnavalesca. Baluartes ("Fé em Verde e Rosa") O tradicional grupo de baluartes mangueirenses desfila na alegoria representando a devoção que o grupo alimenta pela Estação Primeira de Mangueira. Beth Carvalho e o Sagrado Coração.A escultura de Menino Deus.Alegoria vista da arquibancada.Os baluartes mangueirenses. |
| Setor 3: Um Brasil Guardado na Voz, Um Brasil no Opinião |
| Ala 9: "Voz do Brasil Menino - Indígenas" No setor que trata das raízes brasileiras presentes no repertório de Bethânia, a ala nove remete aos indígenas e à genética tupi de sua voz. |
| Ala 10: "Voz de Um Brasil Regional" A décima ala evoca as nuances regionais do repertório de Bethânia, como samba de roda, o terno de Reis, as chulas e as cantigas do folclore. A fantasia remete à estética dos festejos regionais e folclóricos do Brasil. |
| Elemento cenográfico 2: "Balangandã - Símbolo de Negritude" O elemento, que representa o traço afro-brasileiro nas obras de Bethânia, apresenta um grande penduricalho, espécie de amuleto que reúne frutas, figas, patuás, dentes de animais e outras tetéias confeccionadas em metal. Levado ao Brasil pelos negros escravizados, tornou-se um símbolo da tradição baiana e de representação da cultura afro-brasileira. |
| Ala 11: "Sabor Nordestino" A ala simboliza a raiz nordestina presente na música de Bethânia. A fantasia é inspirada na típica indumentária caricatamente associada aos costumes e à figura do nordestino brasileiro, com chapéu e gibão de couro estilizados nas cores da escola. |
| Ala 12: "Toque Sertanejo" A vida no interior do Brasil serviu de inspiração para o universo musical de Bethânia, que ao longo de sua carreira gravou canções sobre o Brasil interiorano e de tradições rurais. A ala simboliza o "toque sertanejo" presente no repertório da cantora. |
| Grupo de Musas da Comunidade: "O Voo de Uma Canção" Um grupo de musas desfila com fantasias em referência à música "Carcará", de João do Vale, interpretada por Bethânia no Show Opinião de 1976 e responsável por lançar a cantora no cenário musical brasileiro. As musas da comunidade apresentam-se como uma "revoada de carcarás". |
| Alegoria 3: "Voa Carcará" A terceira alegoria do desfile remete ao show que projetou Maria Bethânia no cenário musical brasileiro, realizado no Teatro Opinião, em 13 de fevereiro de 1965. O Show Opinião era uma espécie de "show-manifesto" com músicas de letras engajadas, que abordavam as mazelas do Brasil urbano e rural. Originalmente, tinha a participação de Nara Leão, Zé Keti e João do Vale. Certa vez, Nara, com problemas de saúde, precisou ser substituída e indicou o nome de Bethânia. Aos dezenove anos, Bethânia surpreendeu a plateia do teatro com uma dramática interpretação da música "Carcará", de João do Vale, que trata do êxodo rural em meio à seca do Nordeste. Para retratar o episódio que marca o início oficial da carreira de Bethânia, a alegoria apresenta um carcará estilizado em formato não convencional. A ave é representada na alegoria com movimentos articulados de forma aparente, sendo executados por componentes da própria alegoria. O carro alegórico também é decorado com letreiros iluminados, dentro de caixas verde e rosa, com os nomes de Nara Leão, Zé Keti, João do Vale e com palavras contidas na música "Carcará" como "pega', "mata" e "come". Destaque Central: Nabil Habib (Fantasia: "Carcará") A fantasia, com penas de faisão preto, faz referência ao carcará, personagem central da canção que projeta nacionalmente o nome de Bethânia no cenário artístico brasileiro. Composições (Fantasia: "Missa Agrária") Os componentes da alegoria vestem fantasias que remetem à estética sertanista em referência à canção "Missa Agrária", de Carlos Lyra e Gianfrancesco Guarnieri, música que antecede a interpretação de Bethânia para a canção "Carcará" no Show Opinião. As músicas abordam as dificuldades da vida no sertão, razão pelo qual o figuro faz menção à estética sertanista.Visão frontal do carro alegórico.O grande carcará estilizado com fotos de Bethânia.Alegoria vista da arquibancada. |
| Setor 4: Celebrando a Obra Musical da Abelha Rainha |
| Ala 13 (Compositores): "Homenagem aos Cantores do Rádio" A ala homenageia personalidades da Era do Rádio no Brasil cujo repertório é frequentemente revisitado por Bethânia. Os compositores vestem terno rosa e branco, gravata verde e chapéu panamá. No blazer estão estampadas imagens de Dalva de Oliveira, Nora Ney, Noel Rosa e Lupicínio Rodrigues, referências para a carreira de Bethânia. |
| Segundo casal de mestre-sala e porta-bandeira (Matheus Olivério e Débora de Almeida): "Mel" A fantasia do casal remete à canção "Mel", um dos maiores sucessos de Bethânia. Na música, o eu lírico se declara a uma mulher que ele chama de abelha-rainha. A porta-bandeira representa a abelha-rainha e o mestre-sala simboliza o eu lírico da canção. |
| Ala 14: "Explode Coração" A ala remete à canção "Explode Coração" e às músicas românticas de Bethânia. Composta por Gonzaguinha, "Explode Coração" fez sucesso na voz de Bethânia. A fantasia é inspirada na figura do Pierrot. |
| Ala 15 (Passistas): "Esotérico" A ala de passistas simboliza a canção "Exotérico" composta por Gilberto Gil para o encontro sugerido por Bethânia que resultou no grupo Doces Bárbaros, formado por Gil, Bethânia, Gal Costa e Caetano Veloso. |
| Rainha de Bateria (Evelyn Bastos): "Fera Ferida" Em seu terceiro ano como rainha da bateria da Mangueira, Evelyn Bastos vestiu uma fantasia com estampa que lembra pele de tigre, remetendo à canção "Fera Ferida", composta por Roberto Carlos e Erasmo Carlos e regravada por Bethânia. O valor da fantasia foi estimado em 60 mil reais. |
| Ala 16 (Bateria): "Fera Ferida" Assim como a rainha de bateria, os 280 ritmistas da "Tem que Respeitar meu Tamborim" também representam a canção "Fera Ferida". A fantasia apresenta outra versão para o tema: terno com paletó branco, calça verde e gravata borboleta rosa. Na parte de trás do paletó, o desenho de garras em verde e rosa. Na cabeça, uma máscara de felino com plumas brancas. |
| Ala 17: "Rosa dos Ventos" A ala simboliza a canção "Rosa dos Ventos". Composta por Chico Buarque e regravada por Bethânia, a música dá título ao espetáculo da cantora transformado em disco ao vivo homônimo. A canção reflete sobre a censura e a repressão exercida pela ditadura militar no Brasil. A fantasia da ala apresenta uma versão bem humorada e carnavalesca de um grupo de militares que carregam uma sombrinha estampada com o desenho de uma Rosa-dos-ventos. |
| Ala 18: "Oração à Mãe Menininha" A ala remete à canção "Oração à Mãe Menininha", composta por Dorival Caymmi e gravada por Bethânia em dueto com Gal Costa durante o show Phono 73 e lançada em disco em maio do mesmo ano. A música homenageia a ialorixá Mãe Menininha do Gantois, responsável por iniciar Bethânia no candomblé. A fantasia, nas cores branco e amarelo, aludem aos atributos de Oxum, orixá saudada na letra da canção por ser a "orixá de frente" de Mãe Menininha. Componentes carregam um abebé, instrumento usado por Oxum. |
| Alegoria 4: "Abelha Rainha" A quarta alegoria celebra Bethânia como a "abelha rainha" da MPB, apelido que a cantora ganhou após o sucesso da música "Mel". O carro alegórico mescla símbolos da realeza ao universo das abelhas. Na parte frontal da alegoria, uma grande escultura de abelha. Nas paredes, formas geométricas que lembram uma colmeia. Uma escadaria forrada em veludo azul corta a alegoria, onde desfilam famosos de várias áreas, amigos e amigas de Bethânia, como Adriana Calcanhotto, Ana Carolina, Andrucha Waddington, Antônio Pitanga, Bárbara Paz, Caetano Veloso, Chico César, Fabiana Cozza, Jaime Alem, Jards Macalé, Leda Nagle, Lúcia Veríssimo, Mariene de Castro, Mart'nália, Moacyr Luz, Mônica Salmaso, Paula Lavigne, Regina Casé, Renata Sorrah, Ricardo Cravo Albin, Tom Veloso, Vanessa da Mata, Zélia Duncan, entre outros. As cantoras Alcione e Rosemary desfilaram no chão, à frente da alegoria. Destaque Central Alto: Santinho (Fantasia: "Abelha Rainha") A fantasia alude ao personagem da canção "Mel", composta por Caetano Veloso e Waly Salomão e lançada pela cantora no LP de mesmo nome no ano de 1979. A expressão "abelha rainha", presente na primeira parte da referida composição, acabou se tornando um apelido concedido à Bethânia. Composições (Fantasias: "Abelhas") Ainda em referência ao universo de "Mel", os componentes da alegoria vestem fantasias de abelhas.Uma grande abelha na frente da alegoria.Visão geral do carro visto da arquibancada.Amigos de Bethânia desfilaram vestindo branco. |
| Setor 5: Mangueira Apresenta "o Palco" de Maria Bethânia |
| Ala 19: "Poesia em Cena" A ala simboliza o interesse de Bethânia pela literatura. Em seus discos e shows, a cantora costuma recitar trechos poéticos de obras literárias. |
| Terceiro casal de mestre-sala e porta-bandeira (Matheus Silva e Vitória Viana): "Imagens Poéticas de Fernando Pessoa e Clarice Lispector" A porta-bandeira simboliza o aspecto literário de Clarice Lispector, enquanto o mestre-sala personifica de forma lúdica a figura de Fernando Pessoa. Apaixonada por poesia e literatura, Bethânia costuma declamar enxertos literários em seus shows, sendo Clarice e Fernando, dois dos autores mais recitados por Bethânia. |
| Ala 20: "Drama - Luz da Noite / Show de 1973" A ala remete ao show "Drama - Luz da Noite", de Bethânia, que lotou o Teatro da Praia, no Rio de Janeiro, em 1973 e está registrado no disco "Luz da Noite" lançado em dezembro do mesmo ano. A cantora representou durante toda a apresentação, preenchendo o espaço do palco com movimentos teatrais, intercalando textos e pot-pourris num misto de música e recital poético. A fantasia da ala utiliza elementos visuais comumente associados à dramaticidade teatral e à noite. |
| Ala 21: "A Cena Muda / Show de 1974" A ala remete a outro show teatral de Bethânia, "A Cena Muda", estreado em 1974 e registrado em disco ao vivo lançado no mesmo ano. A fantasia alude ao conceito de luxo e opulência que marcava a cenografia e o figurino do show, que tinha como referência as metáforas visuais do ouro e da figura do Rei Midas. |
| Ala 22: "Pássaro da Manhã / Show de 1977" Na ala, componentes desfilam com fantasia com asas e chapéu com cabeça de pássaro, remetendo ao show "Pássaro da Manhã", que estreou em 13 de janeiro de 1977. Com direção de Fauzi Arap e cenários de Flávio Império, o show está registrado num LP de mesmo nome lançado também em 1977. No show, concebido para ser um clamor pela Anistia aos presos políticos pela ditadura militar brasileira, Bethânia conjuga canções e textos literários. A intérprete surge como um pássaro que anuncia a chegada do sol após uma longa noite (a ditadura). |
| Alegoria 5: Bethânia "Em Cena" A quinta alegoria aborda os shows e espetáculos de Maria Bethânia. Cenários carnavalizados, com palcos e cortinas, remetem à três espetáculos da cantora. A parte frontal do carro alegórico é um cenário que remete à "Rosa dos Ventos", show de 1971. As laterais da alegoria são divididas em dois palcos lúdicos e teatralizados: um com escultura de onça lembra o espetáculo "Brasileirinho", de 2004; ao lado, outro palco, com uma boneca representando Iemanjá, remete ao espetáculo "Dentro do Mar Tem Rio", de 2006. Nos palcos laterais, os componentes estão presos a cordas, remetendo ao teatro de marionetes, reforçando o aspecto teatral dos espetáculos de Bethânia. Ambos os palcos são compostos por quatro componentes: três fantasiados de instrumentistas e um caracterizado de Bethânia, com máscara e peruca de cabelos longos. A alegoria teve problemas de iluminação e a direção da escola optou por acender as luzes do carro apenas ao passar em frente às cabines dos julgadores. Destaque Central Baixo: Serginho do Pandeiro Serginho desfilou no palco frontal da alegoria, fazendo sua evolução com o pandeiro. Destaque de Luxo Central: Ednelson Pereira (Fantasia: "A Hora da Estrela - Show de 1984") A fantasia de Ednelson fez menção ao espetáculo "A Hora da Estrela", dirigido por Naum Alves de Sousa e baseado no livro homônimo de Clarice Lispector. O show estreou em 1984, no Canecão (RJ) e associava música e linguagem teatral, e repertório com canções de Chico Buarque e Caetano Veloso. Destaques Laterais Baixo: Meime dos Brilhos e Dianelly Braga (Fantasia: "Dramaticidade Cênica") A fantasia da dupla de destaques laterais apresenta versão carnavalesca que simboliza o aspecto dramático presente nos espetáculos estrelados por Bethânia. Composições (Fantasia: "Teatralidade Musical") Os componentes que desfilam no alto da alegoria vestem fantasias que simbolizam a teatralidade associada ao canto de Bethânia.Serginho do Pandeiro na parte frontal da alegoria com cenário que remete ao show "Rosa dos Ventos".Na lateral da alegoria, uma encenação no palco que remete ao espetáculo "Brasileirinho".Teatro de marionetes, com Iemanjá ao fundo, remetendo ao espetáculo "Dentro do Mar Tem Rio".Lateral da alegoria, vista da arquibancada, com os dois palcos que remetem a shows de Bethânia. |
| Setor 6: Santo Amaro e o "Céu de Lona Verde e Rosa" |
| Ala 23: "Alô Meu Santo Amaro" A fantasia recria, de forma carnavalesca, a figura de Santo Amaro, o santo católico que batiza a cidade baiana onde nasceu Bethânia. O santo é festejado com novenário e quermesse, e sua Igreja é um dos destaques entre as inúmeras construções históricas da cidade. A imagem do santo está estampada na fantasia e componentes carregam o característico cajado do santo. |
| Ala 24: "Salve Nossa Senhora da Purificação" A ala remete à tradicional festa de Nossa Senhora da Purificação (padroeira da cidade de Santo Amaro), com a novena popularmente conhecida como "novena de Dona Canô" devido à música "Reconvexo" de Caetano Veloso lançada por Bethânia no LP "Memória da Pele", de 1989. Componentes carregam estandartes com a imagem de Nossa Senhora da Purificação. |
| Ala 25: "Lavagem da Purificação" A ala remete à Lavagem da Purificação, em Santo Amaro. Durante anos, o festejo esteve sob o comando de Dona Canô, mãe de Bethânia. Da residência da família Veloso, saiam as baianas com roupas brancas e portando sobre as cabeças as louças com água de cheiro e flores, tal qual a fantasia da ala sugere. |
| Ala 26: "Violeiros do Terno de Reis" A ala remete ao Terno de Reis, também chamado de Folia de Reis ou Reisado, mais uma tradição cultural/religiosa da cidade de Santo Amaro. O Terno de Reis faz parte dos festejos religiosos natalinos praticados pelos adeptos e simpatizantes do catolicismo entre o Natal e o Dia de Reis (6 de janeiro). Em Santo Amaro, as casas de moradores são visitadas por grupos com músicos tocando viola caipira. A fantasia da ala, tal qual o nome sugere, representa os violeiros, com os componentes carregando uma viola cenográfica carnavalizada. |
| Ala 27: "Nego Fugido" A ala remete à manifestação cultural conhecida como Nego Fugido. Surgida em Santo Amaro da Purificação, a tradição consiste numa encenação que recria a libertação dos escravos. Com as cabeças pintadas com carvão e saias de folhas secas, o folguedo revive a época da perseguição aos quilombolas, com a dramatização da fuga, da caça, da captura e da libertação dos escravos. A fantasia da ala utiliza elementos que compõem o personagem principal do folguedo: o figurino de cangaceiro, a saia simulando folhas secas, a arma, e a "cabeça de nego". |
| Ala 28: "Samba de Roda" A ala representa o samba de roda. A dança, originária do Recôncavo baiano, é reconhecida como patrimônio musical de Santo Amaro da Purificação. Ao longo de sua carreira, Bethânia incluiu em shows e discos diversos sambas de domínio público tradicionais de sua cidade natal. O figurino da ala recria a figura das "sambadeiras". Componentes, trajando torço e amplas saias com estampas florais coloridas, apresentam uma coreografia inspirada na dança. |
| Alegoria 6: "Céu de Lona Verde e Rosa" A sexta e última alegoria do desfile recria o picadeiro de um circo em forma lúdica, com contornos estéticos infantis. O nome da alegoria foi retirado de um verso do samba-enredo ("Sou trapezista num céu de lona verde e rosa"). O circo remete à infância da cantora. Foi a partir da passagem de um circo mambembe por Santo Amaro da Purificação que Bethânia, ainda criança, se interessou pela vida artística. Em várias entrevistas, concedidas ao longo de sua vida pública, a cantora manifestou o desejo de ser uma artista circense, tendo buscado na carreira artística musical parte da realização desse sonho. Trajando vestido da estilista Gilda Midani, Bethânia desfilou na alegoria acompanhada de duas afilhadas, as gêmeas Nina e Júlia, de 12 anos, filhas da sua produtora Ana Basbaum. Com receio de ter vertigem, a cantora pediu que não fosse colocada em uma parte muito alta do carro. Destaque de Luxo Central Alto: Alain Taillard (Fantasia: "A Magia do Circo") A fantasia de Alain simboliza o encantamento mágico que o circo proporciona. Composições (Fantasia: "A Alegria do Circo - Palhaços") Os componentes da alegoria vestem fantasias em alusão aos palhaços. A célebre figura circense ganha festivo contorno estético para compor o visual geral da alegoria. Os figurinos revelam o lado mais alegre e divertido do circo. |

## Recepção dos especialistas
Após os desfiles, a imprensa apontou Portela, Salgueiro e Mangueira como as favoritas ao título. O jornal O Globo destacou que Maria Bethânia foi aclamada pelo público, "mas não foi só a passagem da cantora pela passarela que fez do desfile da Mangueira memorável. Depois de anos, a agremiação impressionou pela beleza de suas alegorias e fantasias". Para Anderson Baltar, do UOL, a Mangueira "apresentou alegorias e fantasias suntuosas, ao mesmo tempo que facilitavam o desfile de seus componentes". Leonardo Bruno e Ramiro Costa, do jornal Extra, apontaram que a Mangueira "não cantou tanto quando a Portela, não veio com a pressão do Salgueiro... mas apresentou o melhor conjunto do carnaval". Os jornalistas também destacaram que o enredo sobre Bethânia "foi tratado de forma original, sendo contado através de alegorias e fantasias de muito bom gosto e criatividade. O samba rendeu bem na voz do puxador Ciganerey, que segurou a barra de substituir Luizito. A bateria foi outro destaque. A comissão de frente veio num estilo mais tradicional, mas obteve grande efeito com as saias rodadas. A porta-bandeira Squel causou impacto ao aparecer com a cabeça raspada".
Para Any Cometti e Vitor Gilard, da Rádio Arquibancada, a Mangueira estava "esteticamente revitalizada pelas fantasias muito bem desenhadas e acabadas de Leandro Vieira". Os jornalistas apontaram que "o belo samba – dos mais comentados do ano – contou com o apoio de grande parte do público, mas não apresentou a grande explosão aguardada"; e ainda: "se os carros não impressionavam pela grandiosidade, a estética e o acabamento davam conta do recado. O problema na iluminação do quinto carro (que apagou e acendeu em sua passagem) e a evolução um tanto irregular perto da dispersão não apagaram o brilho de uma homenagem merecida, digna e muito bem executada pela verde e rosa".
Álvaro Costa e Silva, da Folha de S.Paulo, não colocou a Mangueira entre as favoritas, mas destacou que a escola realizou um desfile "carregado de emoção e luxo". O Estadão apontou que "o desfile emocionou o público, que continuou cantando o refrão do samba mesmo após o encerramento da apresentação" e que "foi uma passagem impactante desde a comissão de frente até o último setor". Os jurados do prêmio Estandarte de Ouro, do jornal O Globo, destacaram que a Mangueira "fez um excelente desfile, com enredo de grande apelo popular e visual renovado, além de um samba que, mesmo não sendo unanimidade na escola, funcionou a contento. A grande estrela, Maria Bethânia, dividiu as honras com o carnavalesco Leandro Vieira, que, com grande competência, deu vida nova à escola. A verde e rosa emocionou o público".
Sérgio Garcia, da Revista Época, apontou que o carnavalesco Leandro Vieira "acertou ao mudar a paleta de cores das fantasias, ao apostar num verde e rosa mais suaves, conjugados com azul, amarelo e vermelho. Assim, brindou o cortejo com uma alegre combinação, fugindo da monotonia de usar somente os tons originais, sem, no entanto, descaracterizar a escola". O jornalista também apontou que "as alegorias, que, nos anos anteriores, eram o ponto mais frágil da escola, desta vez exibiam desenhos minuciosos e primavam pelo acabamento impecável". Para o escritor Gustavo Gasparani, "todo mundo já fez biografias ou falou de religiosidade na avenida, mas juntar as duas coisas foi a grande sacada do carnavalesco".

Rodrigo Trindade, do site SRzd, analisou que a Mangueira desfilou com "carros alegóricos simples, porém, bem acabados, com efeitos de iluminação, e com fantasias volumosas". Hélio Ricardo Rainho, também do SRzd, fez elogios ao desfile e destacou que, apesar de simples, a Mangueira passou digna: "o carnavalesco Leandro Vieira, em sua estreia numa grande escola do Grupo Especial, assina um enredo autoral com pontos muito positivos no desenvolvimento, em termos de leitura fácil e clareza das fantasias e alegorias. Em alguns momentos, carros alegóricos passaram bem vistosos e interessantes. Em outros momentos, eram mais simples e menos requintados. No geral, a cartela de cores foi bem resolvida. Nada passou apagado. A Mangueira passou bem, com sua emoção natural. Ela é sempre uma escola poderosa. Foi um desfile digno"; mas ponderou que "em alguns momentos, muitas alas comerciais passaram sem cantar o samba".

## Julgamento oficial

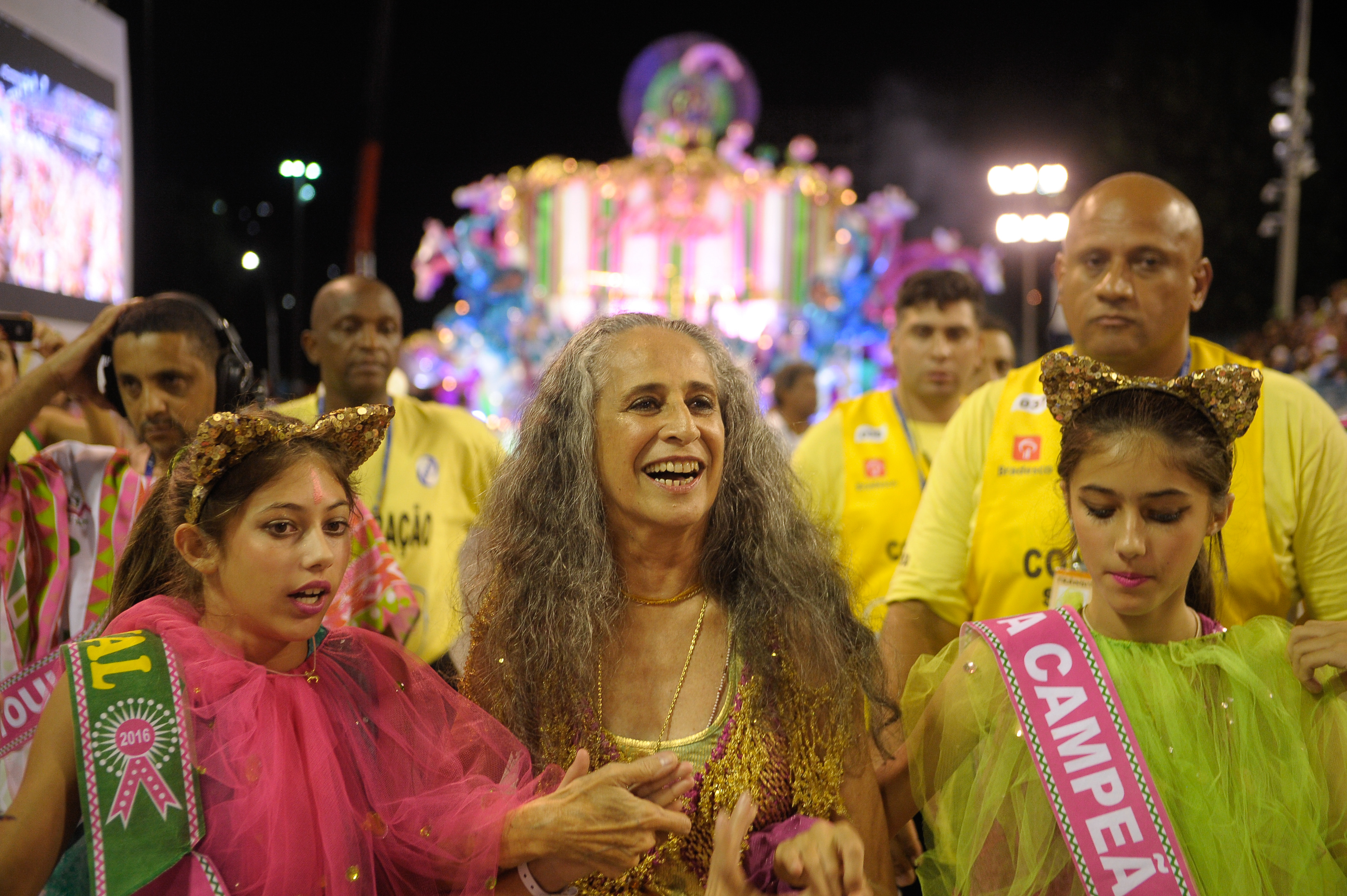
Bethânia e suas afilhadas desfilam no chão no Desfile das Campeãs.

A Mangueira foi campeã com um décimo de vantagem sobre a segunda colocada, Unidos da Tijuca e a terceira colocada, Portela. Foi o 19.º título de campeã conquistado pela Mangueira no carnaval carioca. Com a vitória, a escola quebrou o jejum de quatorze anos sem conquistas. O título anterior foi conquistado em 2002. Com a vitória, a escola foi classificada para encerrar o Desfile das Campeãs, que foi realizado entre a noite de noite do sábado, dia 13 de fevereiro de 2016, e a madrugada do dia seguinte, no Sambódromo da Marquês de Sapucaí. Maria Bethânia participou do Desfile das Campeãs. A cantora tentou subir no carro alegórico, tanto com o guindaste como por uma escada, mas não conseguiu, optando por desfilar no chão, à frente da última alegoria.

### Notas

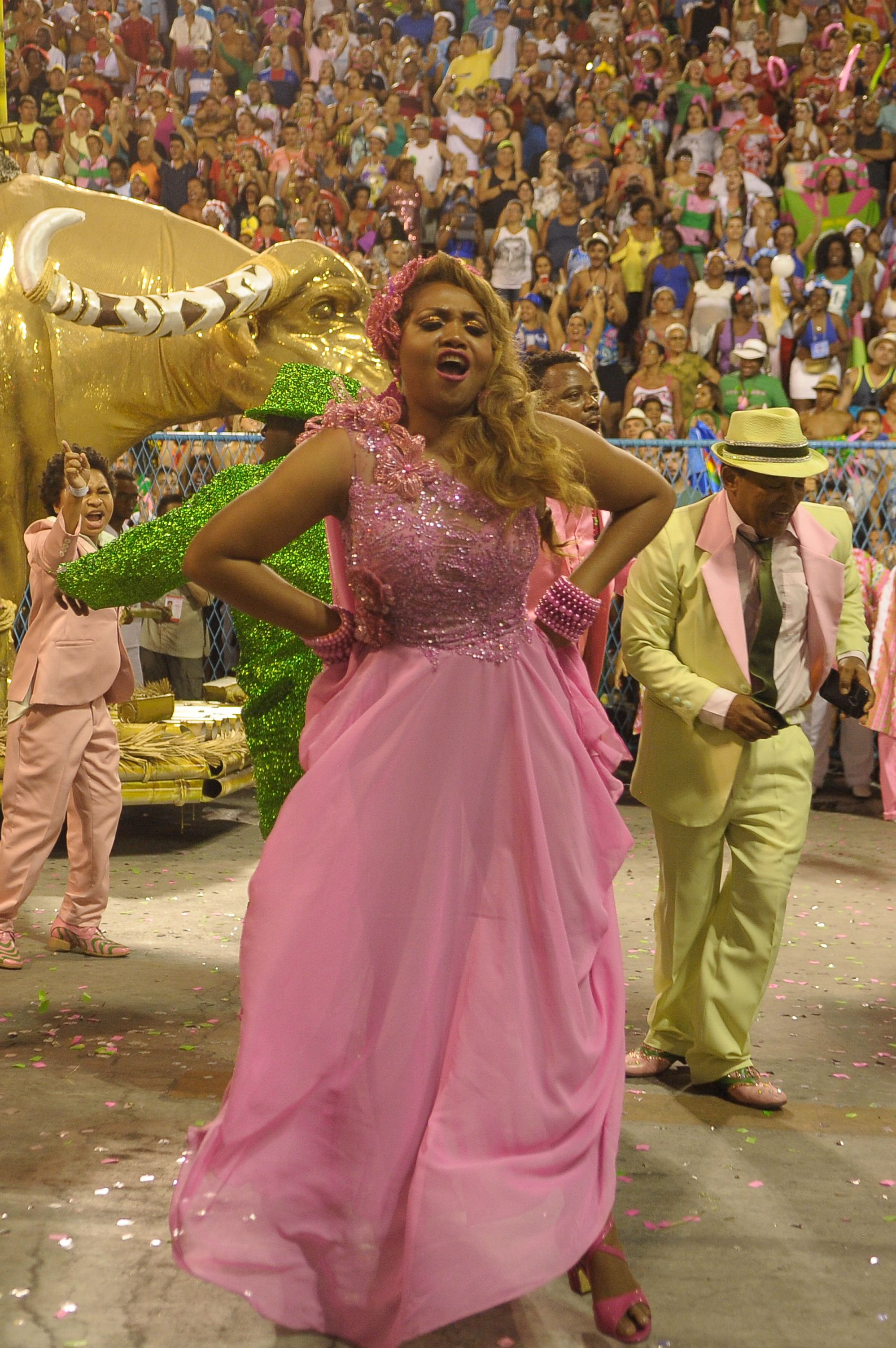
Gaby Amarantos desfila com outros famosos à frente do abre-alas. Julgadora Marisa Maline tirou pontos do grupo no quesito Evolução, mas a nota foi descartada.

#### Justificativas
Justificativas das notas abaixo de dez:
- O julgador Marcus Nery Magalhães, do Módulo 1 de Comissão de Frente deu 9,9 para a escola e alegou que "parte da indumentária usada pelas integrantes da comissão (saias) não estava de conformidade com a coreografia apresentada, uma vez que prejudicava a evolução das integrantes".[69]
- Raphael David, do Módulo 2 de Comissão de Frente deu 9,9 alegando que "o grupo evoluiu com falhas em sua coordenação" e "o elemento cenográfico de apoio quase atropelou uma componente".[70]
- Paulo César Morato, do Módulo 4 de Comissão de Frente deu 9,8 justificando que a coreografia tinha "desenhos compostos por soluções simples e lineares [...] além de levar à caminhos coreográficos já bastante explorados e vistos na Sapucaí". O julgador também alegou que "a narratividade, para o público, não ocorreu a contento, e o mesmo não se contagiou com a apresentação".[71]
- Regina Oliva, do Módulo 1 de Fantasias, deu 9,9 para a escola alegando que a concepção da fantasia da ala 24 ("Salve Nossa Senhora da Purificação") "não foi bem elaborada" e "o tema poderia ter sido mais explorado na criação".[72]
- Marisa Maline, do Módulo 1 de Evolução deu 9,9 para a Mangueira. A julgadora elogiou o desfile, mas criticou o espaço deixado pelos componentes que desfilaram à frente da primeira alegoria: "Desfile empolgante com fluência e uniformidade exceto após a ala dois, quando o grupo de mangueirenses ilustres se apresentou deixando um claro aos onze minutos, a frente do abre-alas, devido ao avanço do grupo".[73]
- Sérgio Naidim, do Módulo 2 de Bateria, deu 9,9 para a escola alegando que a bateria "poderia ter ousado mais na bossa, como fizeram as outras".[74]

## Repercussão da vitória
Ao final da apuração diversos famosos usaram as redes sociais para celebrar a vitória da escola, entre eles, torcedores da agremiação como Alcione, Preta Gil, Angélica e Isis Valverde. Caetano Veloso declarou que "A Mangueira é foda. Bethânia também. Tinha que ser assim... A Mangueira é onde o Rio é mais baiano. Tinha que ganhar com Maria Bethânia". Ivete Sangalo, Fátima Bernardes, Carolina Dieckmann, entre outros famosos também parabenizaram a escola através de suas redes sociais.
O então prefeito do Rio de Janeiro, Eduardo Paes, publicou em sua página no Facebook: "Como eu gostaria de ter tido minha Portela campeã no meu último ano como prefeito. Não deu... Que alegria ver a Verde e Rosa do Morro da Mangueira, vencendo o carnaval carioca". O ex-futebolista Zico também usou sua página no Facebook para parabenizar a escola: "Através dessa nova fera do carnaval, Leandro Vieira, que conheci como assistente do Cahê (Rodrigues, carnavalesco) quando a Imperatriz me homenageou e foi o carnavalesco campeão este ano pela Mangueira, eu parabenizo toda a escola".
Bernardo Araújo, do jornal O Globo, apontou que o resultado foi justo: "Apesar de tímidos na diferença entre as notas, jurados traduziram bem o que se viu na avenida". Para Anderson Baltar, do UOL, "a vitória da verde e rosa surgiu de um desfile plasticamente impecável e embalado por um samba-enredo valente, de bela melodia e refrãos fortes, como o mangueirense gosta [...] Sem capacidade de investimento, a agremiação realizou um criterioso controle de gastos e procurou se antecipar na compra de materiais e contratação de mão-de-obra. E, embalada por um enredo de apelo popular, fez um desfile empolgante e surpreendente". Para Leonardo Bruno, do jornal Extra, o título da Mangueira "coroou um emocionante desfile, que teve todos os elementos para encantar os amantes do carnaval: um ótimo samba, uma bateria competente, componentes empolgados e um enredo que encheu os olhos. O trabalho do carnavalesco Leandro Vieira foi sensível, e merecidamente premiado pelos jurados. A escola só perdeu pontos em comissão de frente, que realmente estava um pouco abaixo do nível de outras escolas".
Viviane Araújo, rainha de bateria do Salgueiro, questionou o fato de sua escola perder pontos por causa do carro abre-alas apagado, enquanto a Mangueira, que também desfilou com uma alegoria com problemas de iluminação, recebeu nota máxima no quesito.

## Premiações
| Pelo seu desfile, a Mangueira recebeu diversos prêmios: - Estandarte de Ouro (O Globo) 1. Melhor escola 2. Melhor passista feminina (Amanda Matos) 3. Revelação (Leandro Vieira) - Estrela do Carnaval (Site Carnavalesco) 1. Melhor conjunto de fantasias 2. Melhor carnavalesco (Leandro Vieira) 3. Originalidade (Porta-bandeira Squel e seu figurino) - Gato de Prata 1. Melhor enredo 2. Melhor porta-bandeira (Squel Jorgea) 3. Melhor intérprete (Ciganerey) 4. Revelação (Leandro Vieira) 5. Homenagem Especial: Karla Sampaio (Assessora de marketing) - Prêmio Machine - Bastidores do Carnaval Carioca 1. Diretores de bateria: Rodrigo Explosão e Vitor Art | - Prêmio Plumas & Paetês 1. Destaque de luxo: Eduardo Leal 2. Figurinista: Leandro Vieira - Prêmio S@mba-Net 1. Melhor escola 2. Melhor casal de mestre-sala e porta-bandeira (Raphael Rodrigues e Squel Jorgea) - Tamborim de Ouro (Site O Dia) 1. Melhor intérprete (Ciganerey) 2. Melhor bateria 3. Melhor enredo - Troféu Sambista (Jornal do Sambista) 1. Melhor enredo 2. Melhor casal de mestre-sala e porta-bandeira (Raphael Rodrigues e Squel Jorgea) 3. Melhor ala das crianças 4. Melhor destaque (Ludmilla Aquino) |

## Desdobramentos

### Documentários
O desfile da Mangueira é abordado em dois documentários. Fevereiros, dirigido por Marcio Debellian e lançado em 2019, acompanha Bethânia no carnaval do Rio de Janeiro e na Festa de Nossa Senhora da Purificação no Recôncavo baiano, abordando o aspecto familiar, festivo e religioso em torno da cantora. O documentário também mostra os preparativos e os bastidores do desfile da Mangueira e tem depoimentos de Caetano Veloso, Chico Buarque, Leandro Vieira, Luiz Antonio Simas, Mabel Velloso, Squel Jorgea e da própria Bethânia. O Próximo Samba, dirigido por Marcelo Lavandoski e lançado em 2016, acompanha todos passos do desfile, passando pelos preparativos aos bastidores do dia, até a vitória da escola.

### Álbum de Bethânia
Bethânia gravou um álbum sobre a Mangueira em agradecimento ao desfile, gesto semelhante ao de Tom Jobim e Chico Buarque, na década de 1990,  após serem escolhidos como enredo da escola. Mangueira: A Menina dos Meus Olhos foi lançado em dezembro de 2019. O álbum reúne músicas de compositores mangueirenses como Nelson Cavaquinho, além de canções sobre a escola de samba e o Morro da Mangueira. Também conta com regravações de duas obras derrotadas na disputa de samba-enredo da escola: o samba de Tantinho da Mangueira, interpretado por ele mesmo; e o samba de Nelson Sargento, com interpretação de Caetano Veloso e Moreno Veloso. Bethânia também regravou o samba oficial do desfile de 2016, numa versão curta, só com o refrão principal da obra; além de História Pra Ninar Gente Grande, samba-enredo do desfile de 2019 da Mangueira, campeão do carnaval. Bethânia também canta o refrão do samba oficial de 2016 numa das faixas do álbum De Santo Amaro a Xerém, lançado em 2018 e gravado ao vivo em parceria com Zeca Pagodinho.

### Mangueira e Leandro
Com a vitória, a Mangueira voltou ao protagonismo do carnaval, apresentando desfiles competitivos nos anos seguintes ao título de 2016, com direito a mais um título, no carnaval de 2019. Leandro Vieira foi contemplado com a Medalha do Mérito Pedro Ernesto, a maior honraria da Câmara Municipal do Rio de Janeiro. O carnavalesco também foi alçado ao grupo dos principais artistas da festa e, segundo relato pessoal, passou a ser respeitado no meio.
"A Mangueira vinha de resultados ruins e eu imaginava que caso eu conseguisse ter uma colocação um pouquinho melhor já seria um ganho. Imaginei que o julgamento iria desprestigiar um novato que até aquele momento só tinha um único carnaval no currículo. Eu imaginava, na busca de um conforto pessoal, que uma colocação melhor do que o nono ou décimo lugar seria um ganho. Voltar nas campeãs era, pra mim, algo distante mediante ao cenário. Foram longos meses de olhares atravessados e muita desconfiança em cima do trabalho de um desconhecido que tinha como agravante no currículo a juventude e a inexperiência. Eu cheguei na Mangueira sem ter ‘nome’. Apesar de me chamar Leandro, eu era o rapaz, o menino ou o garoto da Mangueira. Depois do resultado que rompeu o jejum da escola e me trouxe o primeiro campeonato, passei a ser chamado de Leandro Vieira."
— Leandro Vieira sobre o impacto do desfile em sua carreira.